# 엄마의 딸
《엄마의 딸》은 대한민국의 방영된 1998년 3월 23일부터 같은 해 9월 19일까지 방영되었던 SBS 아침연속극이었다다

## 제작진
- 연출 : 허웅
- 극본 : 허숙

## 출연
- 정혜선(엄마)
- 사미자(홍 여사)
- 남일우(근혁 부)
- 이휘향(현애)
- 박현숙(명애)
- 김응석(박근혁)
- 신윤정(정애)
- 안정훈(지철민)
- 박채림(보애) : (아역 박소진)
- 김일우(정다운)
- 강석우
- 방은희
- 정욱
- 윤기원
- 신은정
- 이태란
- 이세영
- 노희지
- 박진희,  신주리, 조권탁, 조선주,권도경, 장은비, 이상은, 박윤현, 조연희, 성창훈, 조성범, 김동균, 최성호, 이상훈, 김주혁, 고미영, 김미희, 방경림, 이희정, 박윤현, 김기현, 신동훈, 김인태, 한영숙

## 참고 사항
- 김응석(박근혁 역)은 작가 허숙씨와 담당 PD 허웅씨가 호흡을 맞춘 자사 주말극 이웃집 여자 후반부 때 경쟁한 KBS 2TV 아씨에서 긍재 역 물망에 한때 거론되었으며[1] 정혜선(엄마 역)은 이웃집 여자 출연진에 속했고[2] 안정훈(지철민 역)은 아씨가 막판(39~50회)에 8시 주말극으로 방영될 당시 아씨 부부의 잃어버린 아들 봉구 역으로 합류한 바 있었다.
- 극중 보애의 어린시절을 연기했던 걸스데이 맴버 박소진의 데뷔작 이기도 하다